# Кастелу (футбольний клуб)
«Кастелу» (порт. Castelo) — бразильський футбольний клуб, який базується в місті Кастелу, штат Еспіриту-Санту. Заснований 1 січня 1930 року.